# Des chats par millions
Millions of Cats
Des chats par millions (Millions of Cats) est un livre d'images écrit et illustré par Wanda Gág en 1928. Le livre a remporté un Newbery Honor en 1929 et est l'un des rares livres illustrés à le faire. Des chats par millions est le plus ancien livre illustré américain encore imprimé. 

## Genèse
Wanda Gág créée la base de son livre dès 1922 mais ne trouve à l'époque aucun éditeur. C'est en mars 1928, lorsque Ernestine Evans (en), éditrice et agente littéraire, découvre le travail de Gág et lui propose de réaliser un livre que celle-ci reprend son travail précédent. Elle le remanie et sort la première édition en septembre 1928.

## Synopsis
Le lettrage manuscrit, réalisé par le frère de l'auteure, raconte l'histoire d'un couple de personnes âgées qui se rendent compte qu'elles sont très seules. La femme veut un chat à aimer, alors son mari part à la recherche d'un beau chat pour le lui ramener. Après avoir voyagé loin de chez lui, il trouve une colline couverte de « Chats ici, chats là-bas, Chats et chatons partout. Des centaines de chats, des milliers de chats, des millions et des milliards et des milliards de chats... » Cette phrase rythmique est répétée plusieurs fois tout au long de l'histoire. 
L'homme veut ramener à la maison le plus beau de tous les chats, mais il est incapable de se décider. Chacun semble charmant, alors il rentre à la maison avec tous les chats qui le suivent. Sa femme est consternée à son arrivée, réalisant immédiatement ce que son mari a oublié : ils ne pourront pas nourrir et soigner des milliards et des milliards de chats. L'épouse suggère de laisser les chats décider lequel doit rester avec eux, en demandant « Lequel d'entre vous est le plus joli ? » Cette question incite à un énorme combat de chats, effrayant le vieil homme et la femme qui retournent en courant dans la maison. 

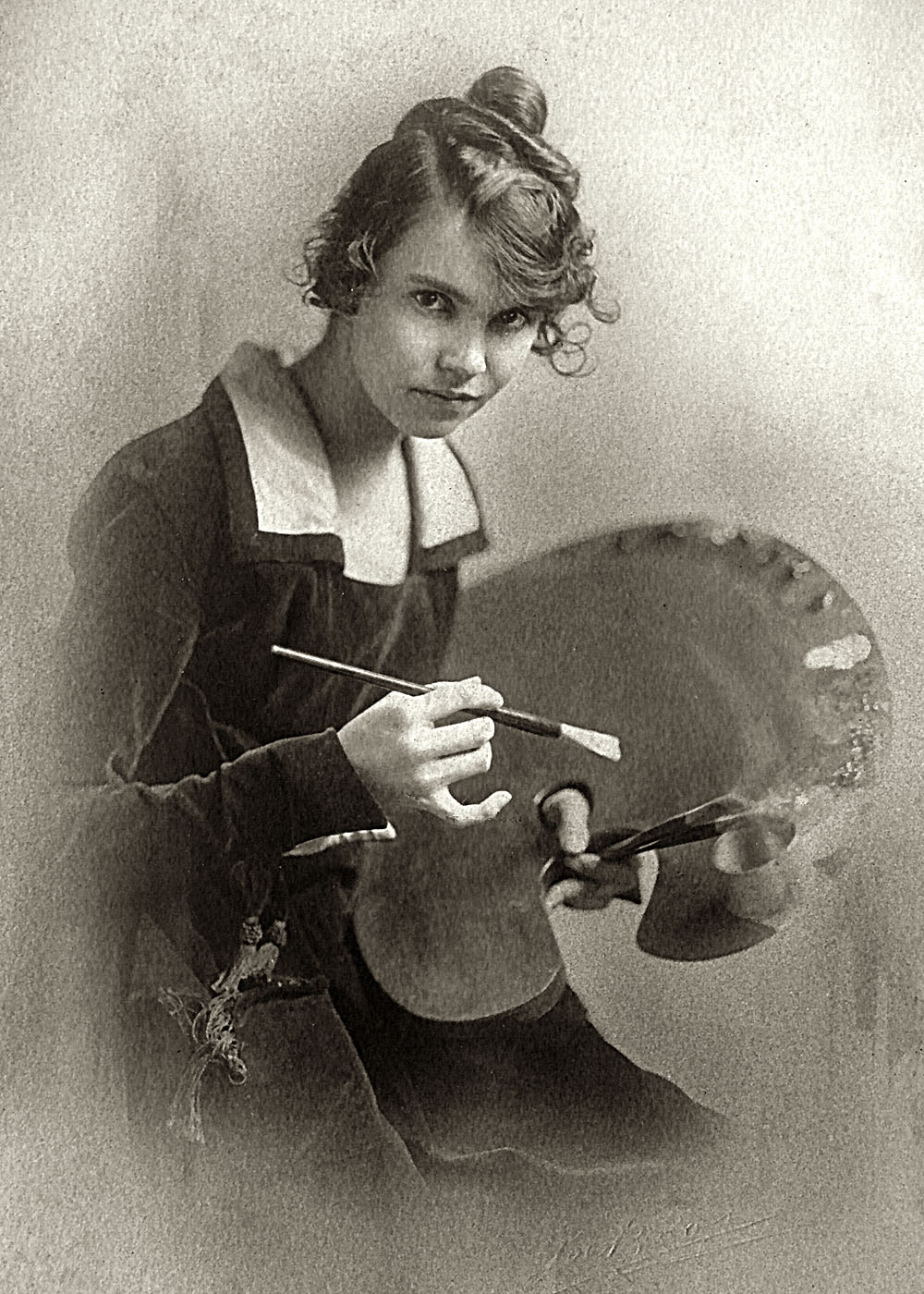
Wanda Gág en 1916.

Bientôt, tout est calme dehors. Quand ils s'aventurent, il n'y a aucun signe des chats : ils s'étaient apparemment entredévorés dans leur fureur jalouse. C'est alors que le vieil homme remarque un chat maigre caché dans une touffe de hautes herbes. Il a survécu parce qu'il ne se considérait pas joli, donc les autres chats ne l'avaient pas attaqué. Le couple emmène le chat dans sa maison, le nourrit et le lave, le regardant devenir élégant et beau au fil des jours : exactement le type de chat qu'ils voulaient. 

## Héritage
Wanda Gág a été la pionnière de la double page illustrée dans ce livre. L'écrivaine et critique Anita Silvey a expliqué : « Elle a utilisé les deux pages pour faire avancer l'histoire, en les assemblant avec un art qui traverse toute la page : son illustration préférée est tombée au centre du livre - avec le vieil homme portant des chats sur les collines qui ondulent. » Ce livre reste populaire auprès des enfants, des parents et des critiques. Dans Les 1001 livres d'enfants qu'il faut avoir lus pour grandir, Kaylee Davis qualifie le livre de « conte enchanteur » et dit « le style d'art populaire charmant de Gág, de simples illustrations en noir et blanc, un langage lyrique et un refrain accrocheur que les enfants se feront un plaisir de répéter à chaque lecture, en fait un favori de la famille ». 

## Distinctions
L'ouvrage obtient un Newbery Honor en 1929, récompense rarement attribuée à un livre illustré.

## Galerie

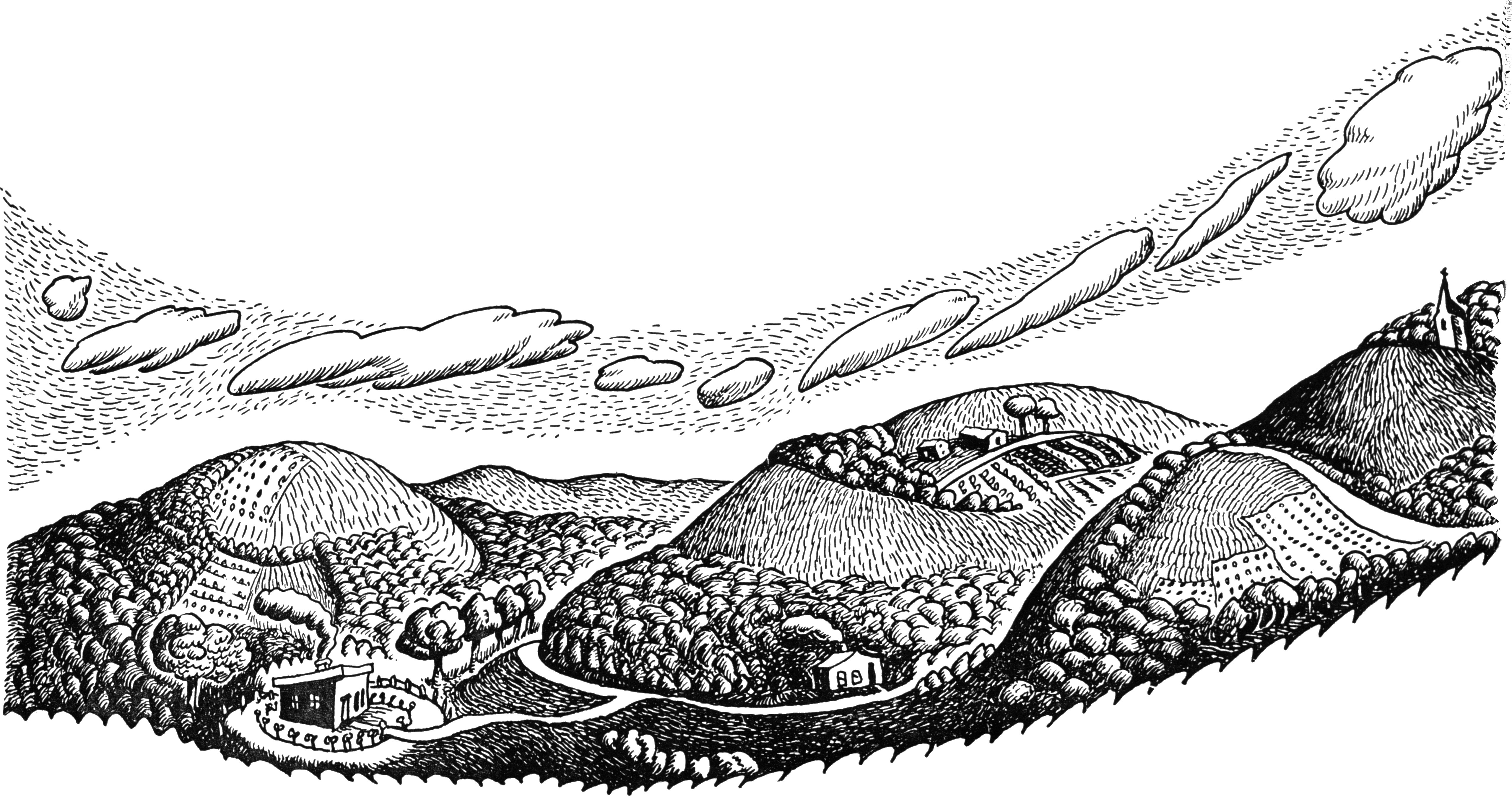
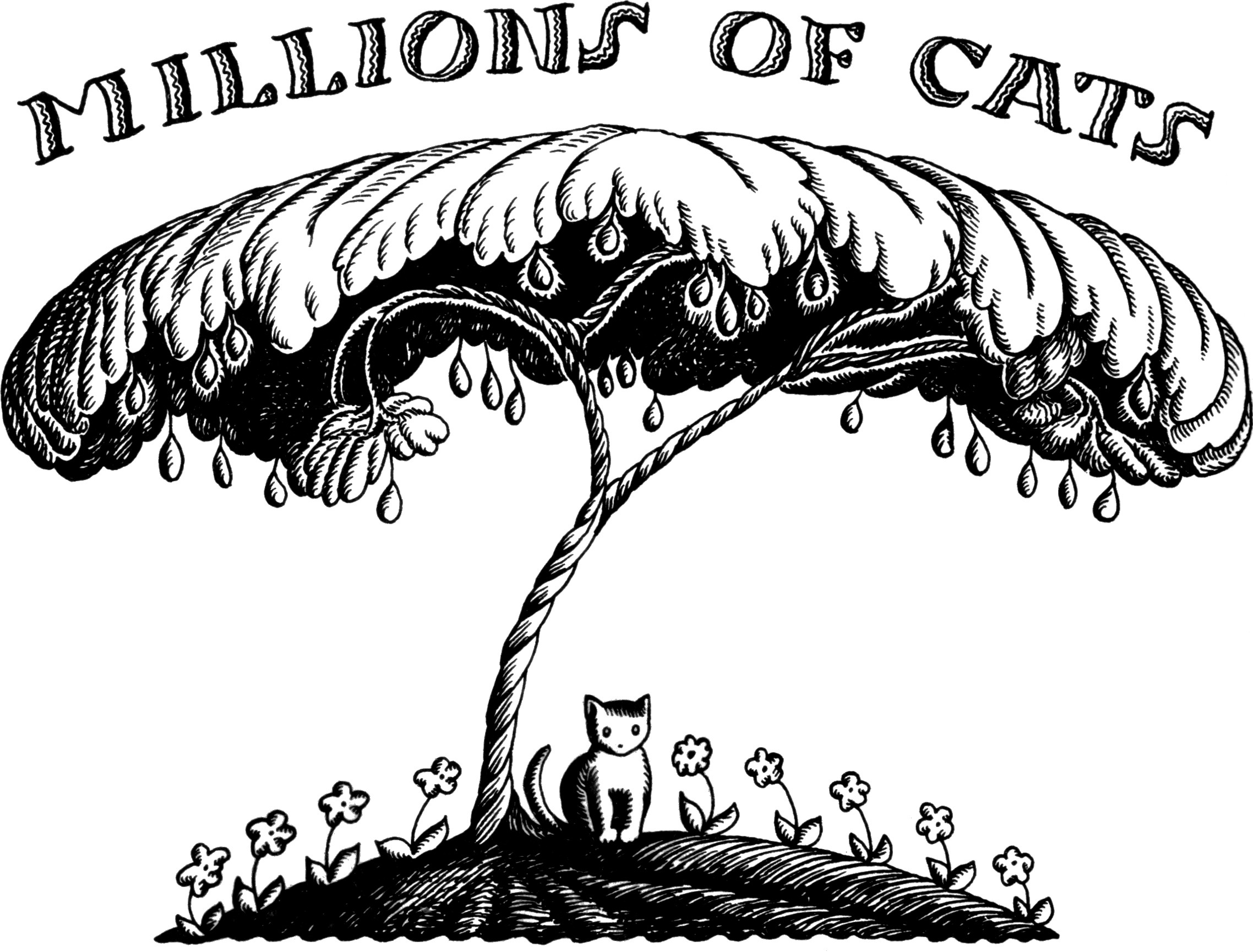
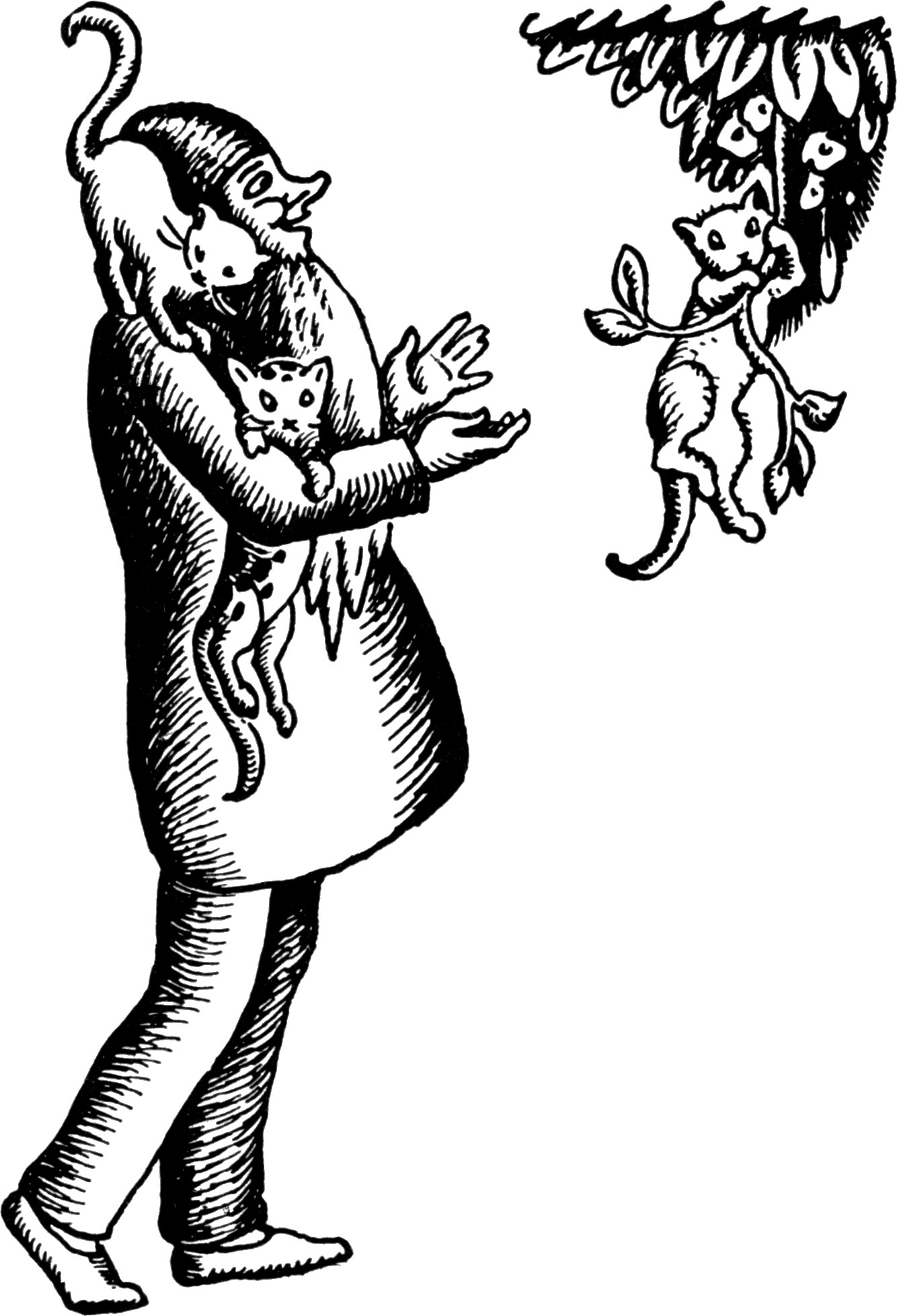
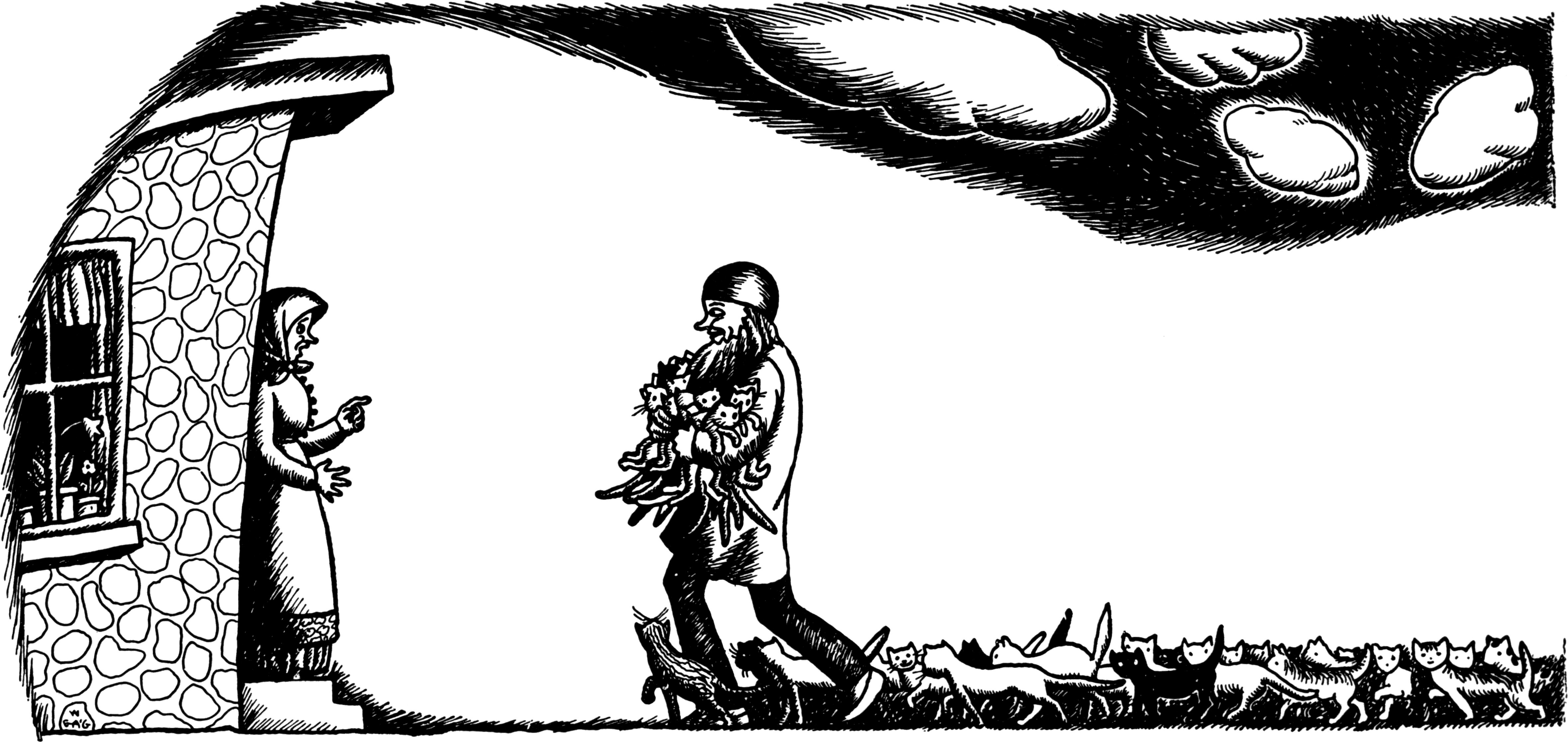
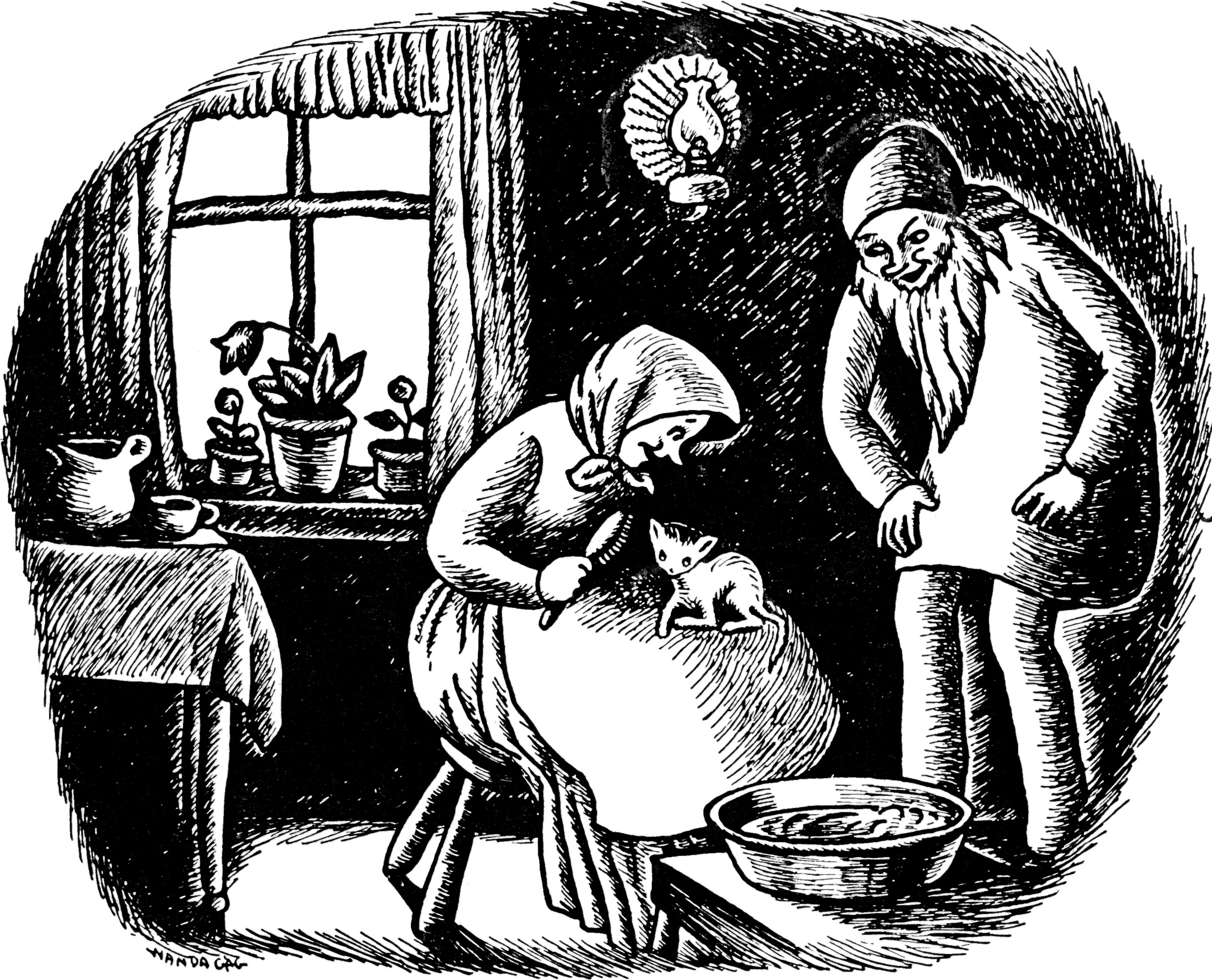